# Vrouwenparlement

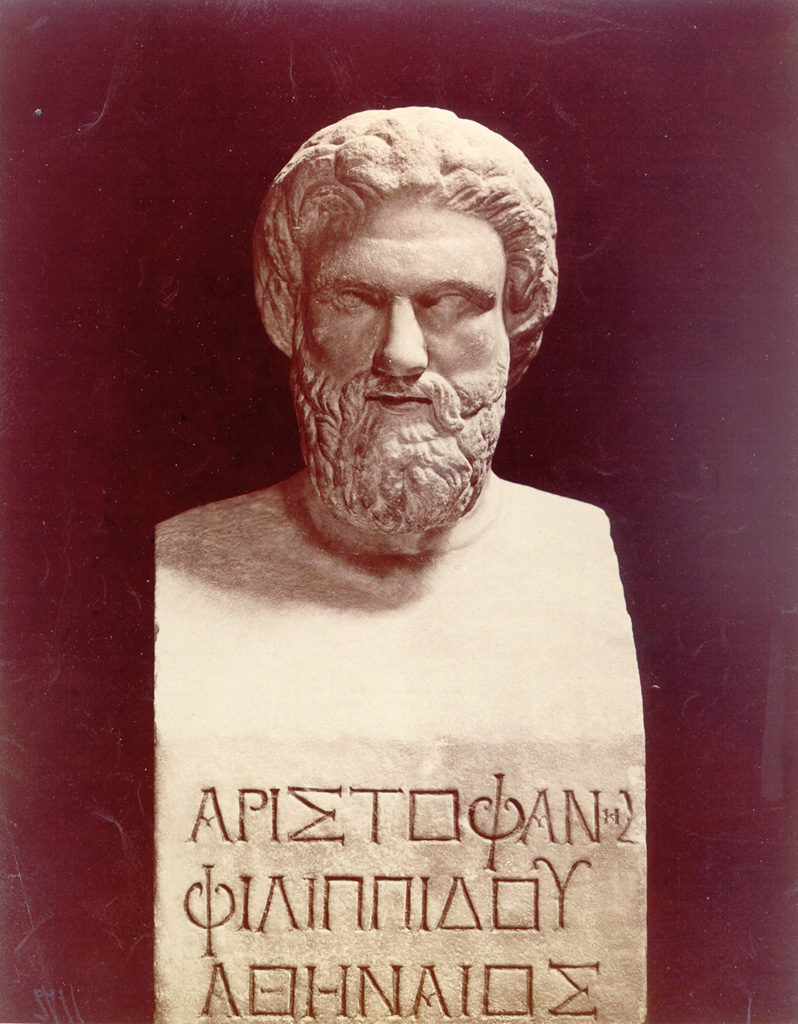
Borstbeeld van Aristofanes

Het Vrouwenparlement of Het Parlement der vrouwen is een Grieks blijspel van Aristofanes uit 391 v.Chr. 
In 1640 werd in Engeland een geactualiseerde versie uitgegeven en in 1641 vervolgens ook in het Nederlands door Willem Christiaens van der Boxe.

## De oorspronkelijke versie
Vrouwenparlement (Grieks: Ἐκκλησιάζουσαι / Ekklesiazousai, ook vertaald als Congresvrouwen, Vrouwen in het parlement, Vrouwen aan de macht en Een parlement van vrouwen) is een blijspel geschreven door de Griekse toneelschrijver Aristofanes in 391 v.Chr. Het stuk beschrijft een scenario waarin de vrouwen van Athene de controle over de regering overnemen en een soort van communistische hervormingen invoeren die privérijkdom verbieden en seksuele gelijkheid afdwingen voor oude en onaantrekkelijke mensen. Naast de politieke en sociale satire van Aristofanes ontleent Vrouwenparlement zijn komedie door seksuele en scatologische  humor (onderbroekenlol). Het centrale concept van het stuk van vrouwen in de regering en het communisme was geen legitieme suggestie van Aristofanes, maar eerder een bizarre premisse die op dat moment de Atheense regering bekritiseerde.

### Plot van het oorspronkelijke werk
Het stuk begint met Praxagora die voor het aanbreken van de dag uit een huis in een Atheense straat tevoorschijn komt. Ze draagt een valse baard en herenkleding en ze draagt een wandelstok en een verlichte lantaarn. Het koor van de Atheense vrouwen komt een voor een binnen, allemaal gekleed in een vergelijkbaar kostuum. Om meer overtuigend mannelijk te zijn hebben sommige vrouwen hun haar bruin geverfd en zijn hun oksels ongeschoren. Eén vrouw brengt een mand vol garen om wat te doen te hebben terwijl de vergadering volloopt, waarop Praxagora haar hiervoor bestraft omdat het hun dekmantel zal bederven.
De vrouwen zijn terughoudend ten aanzien van het plan en Praxagora probeert hen tot een eenheid te krijgen terwijl ze oefenen om in de vergadering te spreken als mannen. Praxagora is gefrustreerd door het onvermogen van de vrouwen om zich als mannen voor te doen, omdat ze zweren bij Demeter en Persefone in plaats van bij Apollo, de verzamelde vrouwen aanspreken als dames en klagen over het ongemak van hun vermommingen en hun dorst. Praxagora besluit dat zij alleen in staat is om de vergadering toe te spreken en een toespraak uit te voeren die de corrupte leiders van de stad afwijst als zelfzuchtig en niet-patriottisch door hun oorlogshandelingen en persoonlijke verrijking met publieke middelen. Ze stelt voor dat de mannen controle over de regering overlaten aan de vrouwen, omdat "we ze tenslotte als rentmeesters in onze eigen huishoudens gebruiken." 
Ze legt verder uit dat vrouwen superieur zijn aan mannen omdat ze hardere werkers zijn, toegewijd aan traditie, en geen moeite doen ten aanzien van nutteloze innovaties. Als moeders zullen ze de soldaten beter beschermen en extra rantsoenen geven, als slimme onderhandelaars zullen ze meer geld voor de stad veiligstellen. Praxagora maakt indruk op de vrouwen met haar retorische vaardigheden, en legt uit dat ze leerde van het luisteren naar redenaars toen ze met haar man op de Pnyx woonde, waar het Atheense parlement is. Ze bespreken hoe ze van plan zijn om met de oppositie om te gaan en te oefenen hoe ze hun hand op moeten steken om te stemmen voordat ze vertrekken om de vergadering bij dageraad bij te wonen om betaald te worden en een gratis maaltijd te krijgen. Het koor van vrouwen herhaalt hun bedoelingen voordat ze het podium verlaten.
Praxagora's man Blepyrus komt uit hun huis met de nachtpon en slippers van Praxagora. Hij is oud en moet wanhopig zichzelf behelpen, maar kon zijn kleren in het donker niet vinden. Terwijl hij op straat hurkt en klaagt over zijn verstopping, komt zijn buurman aan en beide mannen beseffen dat ook hun vrouwen en kleding uit hun huizen ontbreken. Chremes komt  bij zijn terugkomst van de vergadering Blepyrus en zijn buurman tegen en legt uit dat hij niet werd betaald vanwege de ongekende opkomst van bleekgezicht-schoenmakers (een verwijzing naar de vermomde vrouwen). Hij doet verslag van de vergadering en van Praxagora's speech. Omdat hij geloofde dat ze een "knappe jonge man" was, legt Chremes uit hoe hij betoogde dat vrouwen beter geheimen konden bewaren, geleende spullen konden retourneren zonder vals te spelen, geen aanklacht indienen tegen mensen of de democratie omver zouden werpen, allemaal punten waar Blepyrus het mee eens is. Omdat de mannen de parlementsvergaderingen niet meer hoeven bij te wonen zijn ze blij dat ze eindelijk kunnen gaan slapen, maar ze zijn niet enthousiast over het feit dat ze seks moeten bedrijven om hun ontbijt te ontvangen.
Het koor komt binnen, nog altijd in vermomming en op weg naar huis van de vergadering, terwijl ze proberen niet de aandacht op zichzelf te vestigen. Blepyrus beschuldigt Praxagora ervan weg te sluipen met een minnaar als hij merkt dat ze zijn mantel terughangt. Ze legt uit dat ze alleen een bevriende vriend hielp en zijn mantel moest dragen voor de warmte. Ze wekt verbazing als hij haar de beslissing van de vergadering van de ochtend uitlegt, maar begint onmiddellijk met het opsommen van de redenen waarom de beslissing verstandig was. Praxagora legt hem vervolgens de details van de nieuwe regering uit. Ze stelt voor alle eigendom van privévermogen te verbieden en gelijk loon voor iedereen en een uniforme levensstandaard te creëren. Ze legt verder uit dat mensen geen behoefte meer hebben aan persoonlijke rijkdom, omdat aan alle basisbehoeften zal worden voldaan door het gemeenschappelijke fonds. Ze voegt er verder aan toe dat mannen en vrouwen vrij kunnen slapen met wie ze maar willen, zolang ze maar slapen met de lelijkere leden van het andere geslacht. Ouderlijke verantwoordelijkheden worden gedeeld door de gemeenschap, omdat kinderen hun vaders niet langer kennen. Slaven zullen de velden bewerken en nieuwe kleren zullen worden gemaakt wanneer ze nodig zijn. Praxagora legt uit dat er geen rechtszaken meer zullen zijn, omdat er geen schuld kan zijn in een samenleving zonder privévermogen. Straffen voor aanranding zullen uit het broodrantsoen van de dader komen, en diefstal zal achterhaald zijn omdat alle mannen hun rechtvaardig aandeel zullen krijgen. Muren in huizen zullen worden omvergeworpen en ze zullen allemaal in een gemeenschappelijke leefruimte leven. Gerechtsgebouwen en portieken zullen in gemeenschappelijke eetzalen worden veranderd. Prostituees zullen hun werk kwijtraken, maar slaven zullen worden uitgesloten van het slapen met gratis mannen.
In de volgende scène legt de buurman van Blepyrus zijn huishoudobjecten voor zijn huis neer om bijgedragen te worden aan het gemeenschappelijke fonds terwijl de Zelfzuchtige Mens binnenkomt. De Zelfzuchtige Mens noemt de buurman dwaas door de nieuwe wetten te volgen. Hij is van plan om te wachten om te zien of alle anderen hun bezit opgeven voordat hij het zelf doet, daarbij verwijzend naar mislukte besluiten van de vergadering in het verleden. De stadsheraut komt binnen en kondigt een weelderig feest aan waar iedereen aan kan deelnemen. De Zelfzuchtige Mens heeft recht op het feest, maar de buurman wijst op zijn terughoudendheid om bezittingen te doneren aan het gemeenschappelijke fonds en sluit hem uit van gemeenschappelijke evenementen. Nadat de buurman vertrekt om zijn bezittingen te doneren, legt de Zelfzuchtige Mens uit dat hij van plan is zijn bezittingen te houden en tegelijkertijd van het gratis diner te genieten.
In een andere scène wacht een jong meisje op haar vriend Epigenes als een oude vrouw aankomt die op zoek is naar een date. Ze wisselen vulgaire beledigingen uit en gaan naar huis, terwijl Epigenes de scène betreedt en klaagt over de nieuwe wetten die seks beheersen. Hij en het meisje spreken beiden over hun verlangen naar elkaar, maar worden onderbroken door de oude vrouw. Onder verwijzing naar de nieuwe wet probeert de oude vrouw Epigenes te dwingen eerst bij haar te slapen. Terwijl het jonge meisje en de oude vrouw om de jongen vechten, komen nog twee oude vrouwen binnen en slepen hem tegen zijn zin weg.
In de slotscène komt een dronken meisje vol lof over de wijn uit Thassos en over de nieuwe wetten. Op verzoek van Praxagora wil ze met Blepyrus uit eten. Ze vindt Blepyrus, die al op weg is naar het avondeten, met twee meisjes in zijn armen. Ze gaan allemaal samen eten terwijl het koor zingt over het weelderige feest dat ze gaan krijgen.

### Langste woord
Het stuk bevat het langste Griekse woord:
Lopadotemachoselachogaleokranioleipsanodrimhypotrimmatosilphioparaomelitokatakechymenokichlepikossyphophattoperisteralektryonoptekephalliokigklopeleiolagoiosiraiobaphetraganopterygon
In het Grieks:
λοπαδοτεμαχοσελαχογαλεοκρανιολειψανοδριμυποτριμματοσιλφιοκαραβομελιτοκατακεχυμενοκιχλεπικοσσυφοφαττοπεριστεραλεκτρυονοπτοκεφαλλιοκιγκλοπελειολαγῳοσιραιοβαφητραγανοπτερύγων.

## De Engelse versie
In de periode 1640-1660 ontstond in Engeland een sterke beweging van vrouwenrechten, die meer rechten wilde zowel op religieus gebied als op politiek gebied. 
Het schrijven van petities werd een gemeenschappelijk middel voor vrouwen om hun overtuigingen en wensen te uiten en te verdedigen, en het eerste voorbeeld van vrouwen die een verzoekschrift bij het parlement hadden was op 31 januari 1642. Een gezelschap van vrouwen diende een petitie in bij het Hogerhuis met het verzoek "dat Religie kan worden gevestigd, en hulp naar Ierland wordt vervoerd om de noodlijdende protestanten te helpen". Een maand later, op 4 februari 1642, diende een groep vrouwen opnieuw een petitie in bij het parlement, maar deze keer aan het Lagerhuis. Het onderwerp van deze petitie was de positie van de bisschop. De vrouwen klaagden erover dat "ons dreigt groot gevaar en angst, en dat zal zo lang duren als de pauselijke heren en de bijgelovige bisschoppen hun stem kunnen hebben in het Hogerhuis". Hoewel het niet bewezen kan worden dat deze petitie enige invloed heeft gehad, is het interessant op te merken dat de volgende dag het verzet van de leden van het Hogerhuis tegen het wetsvoorstel dat bisschoppen uitsluit van het parlement uiteindelijk werd verworpen. Een andere petitie die was geboren uit zowel politieke als religieuze motivatie was de quakerspetitie tegen tienden. Engelsen en vrouwen die de gevestigde kerk ontkenden en lid waren van onafhankelijke kerken, spraken bittere schande over het feit dat de anglicaanse dominees tienden bleven verzamelen. De vrouwen slaagden erin 7000 handtekeningen te verzamelen, met vertegenwoordiging van graafschap tot graafschap, in wat een van de grootste georganiseerde petities gedurende de burgeroorlog was. Veel door vrouwen georganiseerde petities werden met sarcasme en minachting ontvangen, en het parlement reageerde vaak door te zeggen dat zaken als deze buiten het begrip van vrouwen lagen. Een petitie uit 1649 tegen de krijgswet was zeer krachtig geformuleerd en overtuigend. Ze schreven: "Omdat we verzekerd zijn van onze schepping naar het beeld van God (…) kunnen we niet anders dan ons verwonderen en bedroeven dat we in je ogen zo verachtelijk lijken te zijn dat we het niet waard worden geacht om onze grieven aan dit eervolle huis te vragen of te vertegenwoordigen."

In die sfeer was het aantrekkelijk om het blijspel van Aristofanes opnieuw uit te geven. John Okes deed dat in 1640.  John Okes situeerde de vertelling in Londen. In dat vrouwenparlement hadden zowel vrouwen van ambachtslieden als kooplieden zeggenschap, naast edelvrouwen en matrones. Het parlement van alleen vrouwen ontaardde in een litanie over mannen. Een besluit dat zij treffen is dat vrouwen recht hebben op twee mannen. De Britsh Library heeft een exemplaar, maar dat is niet de eerste uitgave.

## De Nederlandse versie
Willem Christiaensen van der Boxe, uitgever in Leiden, bracht in 1641 de vertaling hiervan als Het Parlement der Vrouwen mitsgaders de klughtighe wetten onder heur-luyden ghesamentlijck besloten. Deze editie bevindt zich in de abdij van Postel en was tot ca. 2000 onbekend.
Dit boekje is de eerste editie. Er volgden nog twee herdrukken. Het gaat over de wetten uit het originele werk. Van der Boxe laat twee wetten weg en voegt er twaalf aan toe. Om er één te melden: "Dat de vrouwen  moghen hare Mannen quellen, terreghen en dweerssen". (Dat de vrouwen de mannen mogen kwellen, tergen en dwarszitten). De polemiek over babbelzieke, listige en wispelturige vrouwen leefde in die tijd. Die vrouwen werden in de literatuur, maar ook in preken, prenten, schilderkunst en volksliederen ten tonele gevoerd. Van der Boxe deed daar lustig aan mee door nog andere werken, zoals o.a. Recht-banck tegen luye, korzelige en wispelturige vrouwen (1641). Blijkbaar was er vraag naar dit soort geschriften.